# Utajená láska
Utajená láska (v originále L'Amour en douce) je francouzský hraný film z roku 1985, který režíroval Édouard Molinaro. Snímek měl premiéru ve Francii dne 27. února 1985.

## Děj
Mladý právník z Aix-en-Provence Marc zanedbává svou ženu Jeanne a tráví večery pitím a hraním karet s přáteli. Mladá žena to chápe a nechává to být až do dne, kdy najde svého manžela v náručí jiné ženy. Vykopne ho z domu a Marc se musí přestěhovat do hotelu. Sevřen výčitkami svědomí se marně snaží znovu navázat kontakt s Jeanne. Deprese ho začínají přemáhat, když ho jeho šéf, prezident advokátní komory Ravignac, požádá, aby jel na letiště vyzvednout jeho přítelkyni Samanthu, okouzlující společnici.

## Obsazení
| Daniel Auteuil       | Marc Delmas                    |
| Jean-Pierre Marielle | Antoine Garnier                |
| Emmanuelle Béart     | Samantha Lepage                |
| Sophie Barjac        | Jeanne Delmas                  |
| Daniel Ceccaldi      | Ravignac                       |
| Mathieu Carrière     | Carl                           |
| Roger Dumas          | Georges                        |
| Claude Villers       | Mario                          |
| Jean-Michel Dupuis   | Jacques                        |
| Michel Robin         | Gabriel                        |
| Blanchette Brunoy    | Odette                         |
| Renée Faure          | Thérèse                        |
| Marie-Anne Chazel    | Josyane                        |
| Évelyne Dandry       | Brigitte                       |
| Maka Kotto           | François                       |
| Yvette Étiévant      | Claire, Ravignacova sekretářka |
| Chrystelle Labaude   | lesba                          |